# وزیر ترابری ایالات متحده آمریکا
وزیر ترابری ایالات متحده آمریکا (انگلیسی: United States Secretary of Transportation) رئیس وزارت ترابری است. وزیر ترابری به عنوان مشاور اصلی رئیس‌جمهور ایالات متحده در تمام امور مربوط به ترابری فعالیت می‌کند. وزیر ترابری یکی از اعضای قانونی کابینه ایالات متحده است و در خط جانشینی ریاست جمهوری در رتبه چهاردهم است.
وزیر ترابری بر وزارت ترابری نظارت می‌کند که بیش از ۵۵٬۰۰۰ کارمند و سیزده اداره از جمله اداره هوانوردی فدرال، مدیریت بزرگراه‌های فدرال، اداره راه‌آهن فدرال و اداره ایمنی ترافیک بزرگراه ملی دارد.از ژانویه ۲۰۲۱، وزیر سالانه ۲۲۱٬۴۰۰ دلار حقوق می‌گیرد.
پیت بودجج از ۳ فوریه ۲۰۲۱ به عنوان وزیر ترابری خدمت می‌کند. وی در مجلس سنای ایالات متحده با رای ۸۶–۱۳ در ۲ فوریه ۲۰۲۱ تأیید شد. بودجج اولین شخص آشکارا ال‌جی‌بی‌تی است که سمت را به عهده دارد، او اولین وزیر آشکارا همجنسگرای کابینه و جوانترین فردی که به عنوان وزیر ترابری خدمت می‌کند.